# Tumbes (provincie)
Tumbes is een provincie in het land Peru, in de regio Tumbes. De provincie heeft een oppervlakte van 1.800 km² en telt 164.404 inwoners (2015). De hoofdplaats van de provincie is het district Tumbes; dit district vormt eveneens de stad   (ciudad) Tumbes.

## Grenzen
- Noorden: Grote Oceaan
- Oosten: Zarumilla (provincie)
- Zuiden: Piura (regio) & Ecuador
- Westen: Contralmirante Villar (provincie)

## Bestuurlijke indeling
De provincie Tumbes is verdeeld in zes districten, met elk een burgemeester. Hieronder staat een lijst met de districten, UBIGEO tussen haakjes.
- (240102) Corrales
- (240103) La Cruz
- (240104) Pampas de Hospital
- (240105) San Jacinto
- (240106) San Juan de la Virgen
- (240101) Tumbes, hoofdplaats van de provincie en vormt de stad (ciudad) Tumbes